# Натан Мудрый
«Натан Мудрый» (нем. Nathan der Weise) — драматическая поэма в пяти актах немецкого драматурга Готхольда Эфраима Лессинга, написанная и опубликованная в 1779 году.

## Сюжет
Действие пьесы происходит в XII веке в Иерусалиме. Заглавный герой — богатый иудей, в приёмную дочь которого Рэху влюбляется рыцарь-тамплиер. Позже Натан выясняет, что рыцарь и Рэха — родные брат и сестра, племянники Саладина. Он рассказывает об этом Саладину, а тот, чтобы испытать его, спрашивает, какую религию тот считает истинной — иудаизм, христианство или ислам. Натан в ответ рассказывает притчу о трёх кольцах для трёх братьев, каждое из которых может обладать волшебными свойствами, если его обладатель творит добрые дела.
Пьеса заканчивается счастливо. Натан становится другом Саладина, последний обретает двух племянников.

## Создание и восприятие
Лессинг начал работу над «Натаном Мудрым» 14 ноября 1778 году. В апреле 1779 года он дописал пьесу, а в мае опубликовал. Драматург не рассматривал вариант театральной постановки: в наброске предисловия к «Натану» он написал, что не знает «такого города в Германии, где эта пьеса уже теперь могла бы быть поставлена на сцене». Только в 1783 году, после смерти Лессинга, в Берлине состоялась премьера. Позже в Веймаре новую постановку подготовили Гёте и Шиллер, благодаря которым «Натан Мудрый» стал важной частью репертуара всех немецких театров.
«Натан Мудрый» стал первой немецкой пьесой, написанной шекспировским пятистопником. Благодаря Лессингу этот размер стал традиционным для немецкой стихотворной драматургии.
Пьеса имеет большое значение как духовное завещание Лессинга и яркое выступление против религиозной нетерпимости.
В честь персонажа пьесы «Натан Мудрый» Рэхи назван астероид главного пояса, который был открыт 19 сентября 1905 года немецким астрономом Максом Вольфом в Обсерватории Хайдельберг-Кёнигштуль